# Usolia
Usolia è un genere estinto di pesci ossei arcaici appartenenti ai Palaeonisciformes, vissuto durante il Permiano inferiore. I resti fossili sono stati rinvenuti nella Russia europea. 

## Descrizione
Dal punto di vista morfologico, Usolia è conosciuto attraverso scaglie fossili ben conservate che presentano una morfologia distintiva. Le scaglie del tratto anteriore del corpo sono di dimensioni medie, alte, e mostrano una forma variabile tra rettangolare e romboidale. L’angolo anterodorsale risulta frequentemente acuto e allungato dorsalmente. Il margine dorsale delle scaglie è concavo, mentre quello ventrale è convesso. Il campo depresso anteriore rappresenta generalmente da un terzo a metà della lunghezza del campo libero, mentre il campo depresso dorsale è spesso assente. L’ornamentazione delle scaglie consiste in creste longitudinali o oblique, appiattite e variamente distribuite lungo il campo libero, spesso associate a numerose piccole fosse allungate disposte in file. Il margine posteriore delle scaglie presenta denticoli numerosi e distintivi.

## Classificazione
Il genere è stato assegnato alla famiglia Gonatodidae, istituita da Gardiner nel 1967. Usolia orsa è la specie tipo del genere, a cui si aggiunge Usolia vicina, entrambe descritte nel 1998. Usolia orsa presenta scaglie alte e rettangolari, mentre Usolia vicina si distingue per scaglie di forma romboidale.
I fossili di Usolia provengono dalla località di Usolye, nei pressi della città di Berezniki, nel Territorio di Perm. L’orizzonte geologico corrisponde allo stadio Ufimiano del Permiano inferiore (Cisuraliano). Il genere è documentato nei Monti Urali centrali e nella Repubblica del Bashkortostan, indicando una distribuzione confinata all’area della Russia europea. L’ambiente paleoecologico ipotizzato per Usolia è di tipo continentale, probabilmente associato a sistemi fluviali o lacustri.